# Unterseeboot 199
Le Unterseeboot 199 (ou U-199) est un sous-marin allemand (U-Boot) de type IX D2 utilisé par la Kriegsmarine pendant la Seconde Guerre mondiale.

## Historique
Mis en service le 28 novembre 1942, l'Unterseeboot 199 reçoit sa formation de base dans la 4. Unterseebootsflottille à Stettin en Prusse jusqu'au 30 avril 1943, où il rejoint la formation de combat la 12. Unterseebootsflottille à Bordeaux en France, port qu'il n'atteindra jamais.
Il quitte le port de Kiel pour sa première patrouille le 13 mai 1943 sous les ordres du Kapitänleutnant Hans-Werner Kraus. Après 80 jours en mer et un succès de deux navires marchands coulés pour un total de 4 181 tonneaux, l'U-199 est à son tour coulé le 31 juillet 1943 dans l'Atlantique sud à l'est de Rio de Janeiro au Brésil à la position géographique de 23° 54′ S, 42° 54′ O par des charges de profondeurs lancées d'un hydravion américain Martin PBM Mariner de l'escadron VP-74 et de deux avions brésiliens Consolidated PBY Catalina et Lockheed Hudson.

L'attaque fait 49 morts et laisse 12 survivants parmi les membres d'équipage.

## Affectations successives
- 4. Unterseebootsflottille du 28 novembre 1942 au 30 avril 1943 (entrainement)
- 12. Unterseebootsflottille du 1er mai au 31 juillet 1943 (service actif)

## Commandement
- Kapitänleutnant Hans-Werner Kraus du 28 novembre 1942 au 31 juillet 1943

## Patrouilles
|       | Commandant               | Départ      | Départ | Arrivée         | Arrivée | Jours    | Succès  |
| ----- | ------------------------ | ----------- | ------ | --------------- | ------- | -------- | ------- |
| 1     | Kptlt. Hans-Werner Kraus | 13 mai 1943 | Kiel   | 31 juillet 1943 | Coulé   | 80 jours | 4 181   |
| Total | Total                    | Total       | Total  | Total           | Total   | 80 jours | 4 181 t |

Note : Kptlt. = Kapitänleutnant

## Navires coulés
L'Unterseeboot 199 a coulé deux navires marchands de 4 181 tonneaux au cours de l'unique patrouille (159 jours en mer) qu'il effectua.
| Date            | Nom        | Nationalité | Tonnage (GRT) | Fait  |
| --------------- | ---------- | ----------- | ------------- | ----- |
| 4 juillet 1943  | Changri-Lá | Brésil      | 20            | Coulé |
| 24 juillet 1943 | Henzada    | Royaume-Uni | 4 161         | Coulé |